# Trompette d'attaque étrusque
La trompette d'attaque étrusque est selon Tite-Live,,  due à un dénommé Pisaeus,  une invention étrusque confirmée par Hésychius,  Eschyle, Diodore de Sicile... 
Son long tube de métal  recourbé à son extrémité  rappelle celle du lituus (fresque de Chiusi).
Les armées romaines en généralisèrent l’usage (comme d'autres nombreux apports des Étrusques aux Romains).
La marine étrusque en usait également dans ses combats navals au moment de l'attaque pour effrayer l'adversaire.
Instrument de musique guerrière, elle est aussi un des insignes du pouvoir (joueur derrière le cortège triomphal sur les tombes Golini à Orvieto et del Tifone à Monterozzi).